# Геблер, Иннокентий Васильевич
Иннокентий Васильевич Геблер (1885—1963) — советский учёный, доктор технических наук, профессор. Основатель школы химической технологии топлива в Томском политехническом институте. Автор около 90 научных работ.

## Биография
Родился 11 (23) октября 1885 года в Томске в семье учителя гимназии — Василия Аполлоновича, поэтому первоначальное образование получил дома.
В 1898—1905 годах учился в Томской гимназии, затем — в Императорском Московском техническом училище, которое окончил с отличием в 1912 году со специальностью инженера-технолога. В 1912—1913 годах работал преподавателем в Омском техническом железнодорожном училище. В 1913 году переехал в Томск и работал делопроизводителем в службе движения Томской железной дороги. В 1915—1917 годах был старшим лаборантом в лаборатории управления этой же железной дороги. В 1917—1919 годах работал заведующим химической лабораторией Гурьевского металлургического завода (ныне в Кемеровской области). С 1919 года — заведующий химическим отделением и химической лабораторией Томского Совета народного хозяйства.
В 1921 году Геблер начал работать в Томском технологическом институте — сначала в качестве научного сотрудника при кафедре волокнистых и красящих веществ, а с сентября 1923 года — как ассистент этой же кафедры. В 1927 году Геблер был утвержден профессором кафедры химической технологии волокнистых и красящих веществ. Когда в 1929 году в институте была открыта новая специальность коксобензольного производства, Иннокентий Васильевич организовал соответствующую кафедру. В 1929—1963 годах он заведовал кафедрой «Углехимических производств», которая затем стала называться кафедрой «Химической технологии топлива». Одновременно по совместительству работал с 1925 года а Томском государственной университете. Читал курсы «Органическая химия», «Химия угля», «Введение в техническую химию» и специальный курс по органической и технической химии; руководил дипломными работами.
В 1940 году защитил докторскую диссертацию на тему «Природа пластического слоя спекающих углей, методика определения качества угольного расплава и систематика углей в отношении коксующих и иных свойств». В начале Великой Отечественной войны заведовал углехимической лабораторией при университете, затем был её научным консультантом. С октября по декабрь 1958 года временно работал на кафедре «Обогащения углей» в должности профессора и заведующего кафедрой, затем возвратился на кафедру «Химической технологии топлива», где проработал до конца своей жизни.
Под руководством И. В. Геблера были воспитаны сотни учеников, многие из которых работали на руководящих постах предприятий Сибири, преподавали в высших учебных заведениях и научных учреждениях. В числе его воспитанников — Герой Социалистического Труда С. А. Гайнанов, лауреат Государственной премии Б. С. Филиппов, профессора Д. Б. Оречкин, Н. Д. Стрельникова, А. Н. Никольский, А. И. Каляцкий, С. И. Смольянинов, В. М. Витюгин.
Наряду с научной и преподавательской, Иннокентий Васильевич занимался общественной деятельностью — был депутатом Томского городского Совета первого созыва.
Умер 21 февраля 1963 года в Томске.

### Семья
Дед Иннокентия — Фридрих Вильгельмович Геблер, был родоначальником семейства Геблеров в Сибири, переселившись из Германии в Россию. Известен как талантливый исследователь Алтая, открыл и описал множество новых видов сибирских растений, насекомых, основал в Барнауле краеведческий музей. В его честь назван самый большой ледник горы Белухи и одна из улиц Барнаула.
Дети Иннокентия Васильевича, дочери:
- Ираида — окончила Томский политехнический институт, стала крупным специалистом в области химии угля;
- Нина — окончила Томский медицинский институт, кандидат медицинских наук, терапевт, работала в клинике Томского медицинского института у профессора Яблокова.
  - Сын Нины Иннокентьевны, внук Иннокентия Васильевича — Александр Андреевич Сапожков (1935—2004), стал священнослужителем.[2]

## Заслуги
- Был награждён орденом Трудового Красного Знамени и медалями, в числе которых «За доблестный труд в Великой Отечественной войне 1941—1945 гг.» (1946) и «За трудовое отличие» (12.12.1940, «в ознаменование 40-летнего юбилея Томского индустриального института имени С. М. Кирова, за выдающиеся заслуги в деле подготовки высококвалифицированных инженерных кадров»).
- Заслуженный деятель науки и техники РСФСР (1945).